# Caveat lector
Caveat lector (alla lettera il lettore stia attento) è un'espressione latina usata nella tradizione editoriale inglese.
Secondo l'uso inglese alla frase sono dati due significati distinti:
- si avverte il lettore che un passaggio può essere errato nei suoi dettagli
- si avverte il lettore che un passo può essere problematico in generale.